# Georg Feldhahn

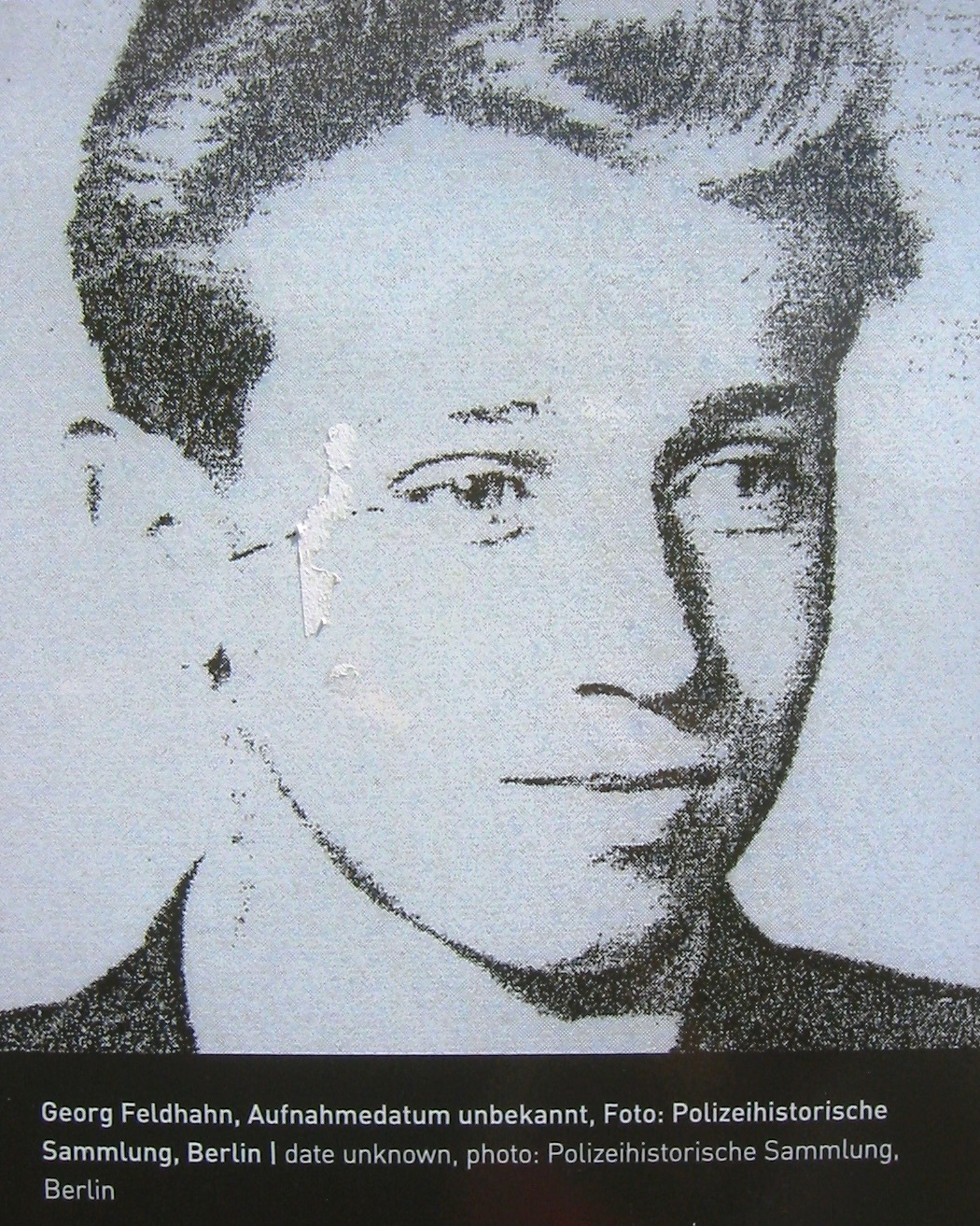
Georg Feldhahn

Georg Feldhahn (* 12. August 1941 in Friesack; † 19. Dezember 1961 in Berlin) war ein Todesopfer an der Berliner Mauer. Der Grenzpolizist ertrank bei einem Fahnenfluchtversuch.

## Leben
Georg Feldhahn wurde 1941 in Friesack geboren. Von seiner Mutter wurde er im Alter von vier Monaten getrennt und mit seiner Schwester in einem Kinderheim untergebracht. Sein Vater kam 1942 im KZ Buchenwald ums Leben. Pflegeeltern aus Buschow nahmen die Geschwister nach dem Krieg auf. In einem volkseigenen Gut absolvierte er nach der Schule eine Lehre zum Traktorist. Im September 1959 begann er seinen freiwilligen Dienst bei der Grenzpolizei, bei der er sich für drei Jahre verpflichtete. Er wurde zuerst in Groß-Glienicke stationiert und im Zuge des Mauerbaus an die innerstädtische Grenze in Berlin versetzt.
Bis zum Tag seiner Flucht fiel er seinen Vorgesetzten und dem MfS nicht auf. Vor dem Dienstbeginn soll er nach Erkenntnissen von MfS-Spitzeln mit zwei Kameraden getrunken haben. Gegen 21 Uhr nahm er seinen Dienst als Streifenposten an der Massantebrücke am Teltowkanal auf. Von seinem Postenführer erhielt er gegen 22 Uhr den Auftrag, ein Signalgerät zu überprüfen. Anstatt zurückzukehren, ging er auf die nach West-Berlin führende Brücke. Dort gab er einige Schüsse aus seiner Maschinenpistole auf die ihn verfolgenden Grenzpolizisten ab. Anschließend verlor sich seine Spur. Die Grenzpolizisten gingen davon aus, dass er sich in den Westen absetzen konnte.
Seine Leiche wurde am 11. März 1962 von einem West-Berliner Zollbeamten an der Späthbrücke in Berlin-Neukölln gefunden. Er trug die Uniform der Grenzpolizei. Sein Gesicht und sein Kopf waren durch Schiffsschraubenverletzungen bis zur Unkenntlichkeit zerstört. Die Obduktion der Wasserleiche ergab Ertrinken als Todesursache. Die Umstände seines Todes konnten erst nach der deutschen Wiedervereinigung aufgeklärt werden. Auch seine Schwester erfuhr erst nach 1990 von seinem Tod.